# 田淵米蔵
田淵米蔵（たぶち よねぞう、1871年（明治4年） - 1917年（大正6年）11月23日）は、明治時代の囲碁棋士で、家元井上家の十五世井上因碩。兵庫県生れ、泉秀節、十四世井上因碩門下、七段。井上田淵因碩と呼ばれる。関西が拠点であったが、家名のためにしばしば東京で研鑽した。

## 経歴
西宮市に生まれる。字は玉粒。幼時に大阪で刀圭（医者）を営む田淵家の養子となるが、9歳の時に養父を亡くし、中学に通いながら泊園書院に学ぶ。その頃に囲碁を覚えて碁席に通うようになり、14歳で中学を退学し、泉秀節に教えを受ける。秀節は入門を勧めるが、米蔵は独学で16歳の時に初段となり、鬼童と呼ばれた。
その後19歳までの間、親戚から囲碁を禁止されるが、19歳の時に大塚亀太郎（十四世井上因碩）に入門。1901年（明治34年）に四段を許される。関西各地を遊歴し、翌1902年に五段となり、逗留していた四日市市に師の因碩を招いて披露会を行った。1904年に因碩が没すると、1906年に井上門下から高崎泰策に十五世相続を打診するが、高崎は高齢をもって辞退する代わりに米蔵を推し、翌1907年（明治40年）に米蔵が井上家十五世を継ぎ、大阪にて披露会を行った。
その後は神戸に定住するが、たびたび東上して研鑽する。京都の田村嘉平の五段披露会にて、広瀬平治郎に互先2局を連敗。1909年、本因坊秀哉が来阪し、米蔵は先二で4連勝、定先1局も勝ちとする。同年一旦四日市に戻った後、勉学のため東上、新聞棋戦にも出場した。翌年神戸に戻り、1912年（明治45年）に井上家、関西囲碁会の推薦で六段昇段。神戸での披露会には、秀哉、中川亀三郎が出席。1916年（大正5年）、井上家、秀哉、中川らの推薦で七段昇段、大阪市で披露会を催し盛況となった。翌年に急性肺炎により死去。井上家は大塚、田淵の門人の恵下田栄芳が1919年に独断襲名した。
独学で学んだところが多いことから、常套に添わず、また敏捷であるが、見損じも多いと言われた、秀哉とは1909年から11年にかけて東京日日新聞主催で十番碁があり、2勝7敗1打ち掛け。